# Ytterström
Ytterström är ett efternamn som har minst två helt olika uppkomster.
Namnet har dels antagits av gästgivaren och hemmansägaren Erik Petter Eliasson (född 21 oktober 1822), som bytte sitt namn till Ytterström någon gång efter 1850. Han härstammade från byn Ytterkovland som ligger ca 1,5 mil väster om Sundsvall i Västernorrlands län. Han gifte sig 17 juni 1849 med Ingrid Märta Tjernqvist Eliasson och dog på Sabbatsbergs sjukhus den 23 juli 1889.
Den mest kände med efternamnet Ytterström torde vara Per-Arne Ytterström som blev svensk mästare i brottning 1959, tävlande för Kovlands IF. En stark individualist som nobbade VM 1963 eftersom han tyckte det vara roligare att stanna hemma i Kovland och träna och att spela fotboll.
Per Emil Ytterström gjorde sig känd på 1940-talet som en duktig friidrottare (medeldistansare) och som naturligtvis tävlade för Kovlands IF. På ålderns höst flyttade han tillbaka till Kovland (Överkovland) där han engagerade sig i Kovlands IF:s supporterförening. Han instiftade också ett pris för unga förmågor i hans framgångsrika idrottsgrenar.
Namnet Ytterström har också antagits av en släkt i Västra Götaland. Namnet togs av invandrande valloner - sjöfarare.
Ytterström har i Västra Götaland förekommit från 1800-talets början. En av dem som tog namnet var styrmannen Lars Ytterström, son till Anders Svensson och Anna Olofsdotter, som använde sig av namnet redan 1809. Samtida med Lars Ytterström förekommer flera släktingar till honom som också antagit namnet Ytterström.
Redan 1864 vid det dansk-tyska kriget, eller andra schleswigska kriget) som det också kallades) tjänstgjorde en J.G. Ytterström, en bokhållare från Stockholm som med menigs grad anslöt den 4 december 1864 det 10:e Infanteriregementet, "Strövkåren" kallad.
Den 25 december 2009 fanns totalt 149 personer med efternamnet Ytterström i Sverige. Den 31/12-2017 hade antalet ökat till 170 st (ökning i Östergötland, Närke, Dalarna och Nyköping).
En gren av Norrlandsursprunget startade i Södermanland under 1940-talet. Den grenen omfattar idag: Östergötland, Nyköping, Närke, Dalarna och Värmland.
Topp-Kommuner:
Sundsvall 52 st (25 st bor i Kovland, Sättna församling, som har totalt 476 innevånare)
Göteborg 17 st, Östergötland 13 st, Nyköping 3 st, Närke 2 st, Dalarna 1 st, Värmland 1 st,
Kungsbacka 8 st Alingsås 8 st
Det relativt ovanliga namnet förekommer också som karaktär i Henning Mankells deckare, "Kinesen" som Leif Ytterström.